# Долно Горбасово
Долно Горбасово (на гръцки: Κάτω Σούρμενα, Като Сурмена, до 1926  Κάτω Γκριμπάς, Като Грибас) е бивше село в Република Гърция, в дем Кукуш, област Централна Македония.

## География
Селото първоначално е високо в южните склонове на Беласица, а по-късно слиза долу и е южна махала на Гара Аканджали (Статмос Мурион), разположена южно от железопътната линия.

## История
В XIX век Долно Горбасово е мюсюлманско село в Дойранска каза на Османската империя. В „Етнография на вилаетите Адрианопол, Монастир и Салоника“, издадена в Константинопол в 1878 година и отразяваща статистиката на населението от 1873 година, Долно Гарбасово (Garbassovo-dolno) е посочено като селище в Дойранска каза със 135 домакинства, като жителите му са 363 помаци.
Според статистиката на Васил Кънчов („Македония. Етнография и статистика“) в 1900 година Долно Горбасово има 720 жители българи мохамедани.
През Балканската война в 1912 година в селото влизат части на Българската армия.
В 1913 година след Междусъюзническата война селото попада в Гърция. Мюсюлманското му население се изселва в Турция и на негово място са настанени гърци бежанци. През 1926 години селото е прекръстено на Като Сурмена. В 1928 година селото е бежанско с 86 семейства и 285 жители бежанци.

## Личности
Родени в Долно Горбасово
- Трайко Горбашлиев, български революционер, деец на ВМРО, роден в Долно или Горно Горбасово[5]